# 청구권
청구권(請求權, 영어: cause of action, right of action)은 어떤 행위를 요청하는 것을 내용으로 하는 사권이다. 청구권은 권리자의 일방적인 의사표시만으로 법률관계의 변동이 발생하는 형성권(形成權)과 구분된다. 조문에서는 청구권이라고 규정되어 있지만 임차인의 매수청구권과 같이 실질적인 효과는 형성권으로 이해되는 권리들이 있으므로 주의하여야 한다.
청구권은 주로 채권에서 파생되지만 물권, 친족 관계 등에서도 파생되기도 한다. 물권이 어떤 방해를 받고 있을 때 물권자에게 침해자에 대하여 청구권이 발생하는데 이를 물권적 청구권라고 하며, 물권적 청구권에는 방해배제청구권, 목적물반환청구권, 방해예방청구권이 있다. 친족법에서는 친권, 후견권의 일부인 지배권이 제3자에게 침해되는 경우에 그에 대한 지배의 회복을 요구하는 청구권 또는 방해의 제거를 요구하는 청구권이 발생한다. 또한 가족 관계에 의하여 부양청구권, 거소지정권 등이 발생한다. 상속법에서는 상속권에 의하여 상속 회복을 청구하는 청구권 등이 규정되어 있다.

## 예비적 청구
예비적 청구(豫備的請求)는 주된 주장의 심판청구가 그 목적을 이룰 수 없는 경우를 대비하여 이것과 양립하지 않는 주장에 대해 제2차적으로 행하는 심판의 청구를 말한다. 일반적으로 소송행위에 조건을 붙이는 것은 심리불안을 조장하므로 인정되지 않지만 예비적 청구는 심리의 기초를 불안정하게 할 우려가 없으므로 인정되고 있다. 예를 들어 갑으로부터 을에 대하여 매매대금의 지급을 청구하고 만약 매매대금의 지급청구가 무효이기 때문에 매매대금의 지급청구가 인정되지 않는 때에는 이미 인도한 물건의 반환을 청구한다고 할 때, 물건의 반환청구가 예비적 청구가 된다. 법원은 제1의 매매대금 청구를 인용하는 때에는 예비적 청구에 대하여 심판할 필요가 없게 되지만, 제1의 청구를 각하 또는 기각하는 때에는 예비적 청구를 심판하여야 한다.

## 같이 보기
- 한일기본조약 - 일본의 식민 지배이후 청구권의 상세 내용이 기록됨 (한-일 양국의 국교관계에 관한 조약 내용 포함)